# کالج ترینیتی، کمبریج
کالج ترینیتی یکی از کالج‌های تشکیل‌دهنده دانشگاه کمبریج است. ترینیتی که در سال ۱۵۴۶ توسط هنری هشتم تأسیس شد، یکی از بزرگترین کالج‌های کمبریج از ۳۱ کالج است. و در بین کالج‌های کمبریج و آکسفورد دارای بیشترین موقوفه مالی است. ترینیتی از نظر آکادمیک، عملکرد خوبی دارد که توسط جدول تامپکینز اندازه‌گیری می‌شود و از سال ۲۰۱۱ تا ۲۰۱۷ در صدر قرار گرفت.

## دانش آموختگانِ نام آورِ ترینیتی
از دانش آموختگانِ نام آورِ ترینیتی می‌توان به شش نخست‌وزیر بریتانیا (از حزب محافظه کار و لیبرال از جمله آرتور بالفور
و استنلی بالدوین)؛ سرینیواسا رامونوجان در ریاضیات؛ اسحاق نیوتن و نیلز بور در فیزیک؛ لودویگ ویتگنشتاین و برتراند راسل در فلسفه؛ جاسوس شوروی کیم فیلبی، گای برگس؛ و آنتونی بلانت و ادی ردمین اشاره کرد.

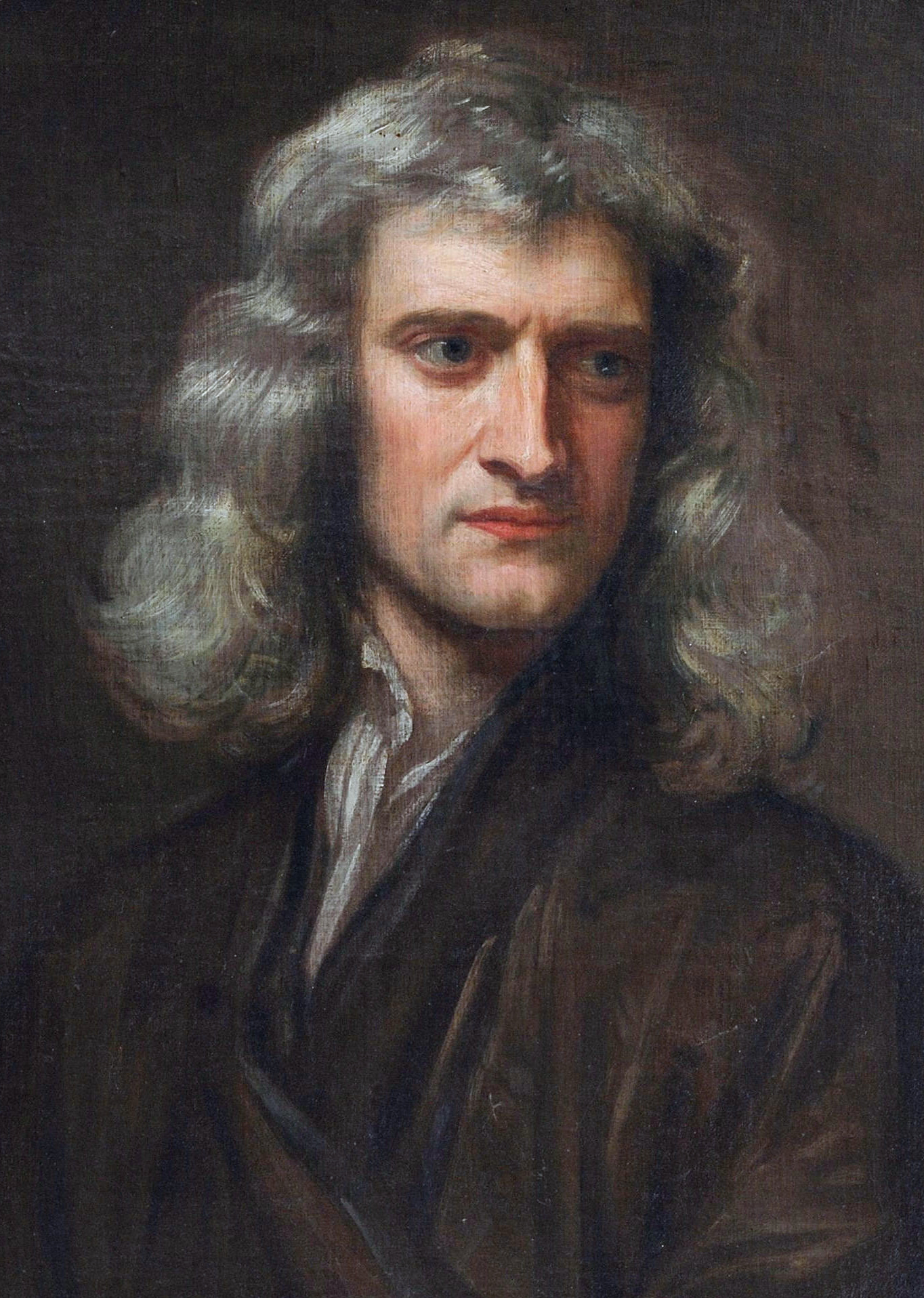
اسحاق نیوتن
جیمز کلرک ماکسول
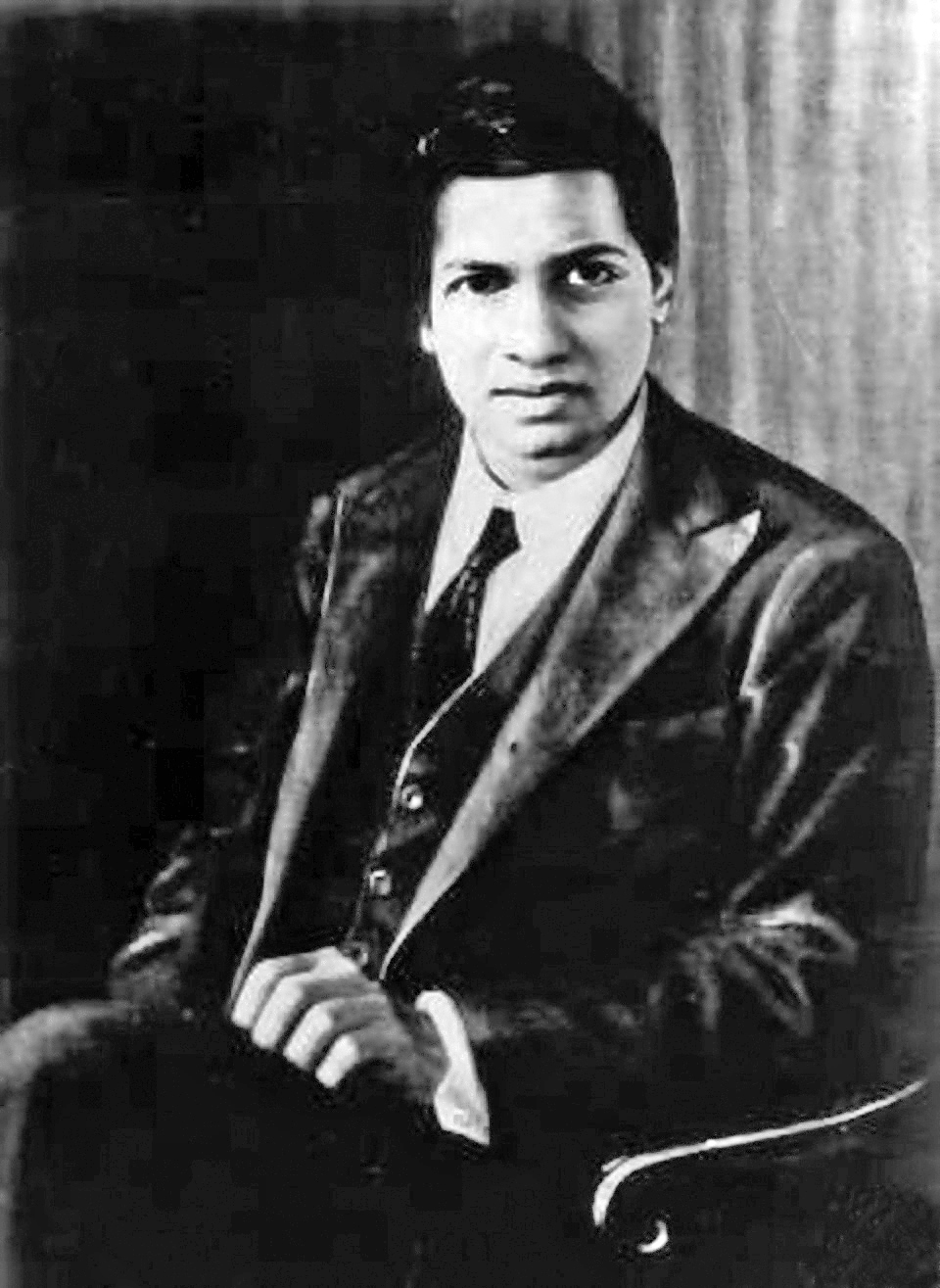
سرینیواسا رامانوجان
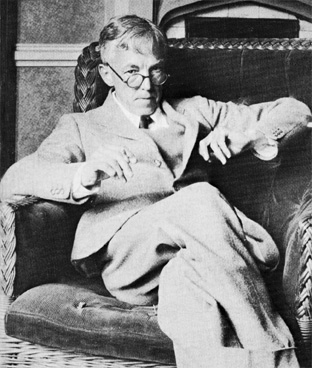
گادفری هارولد هاردی
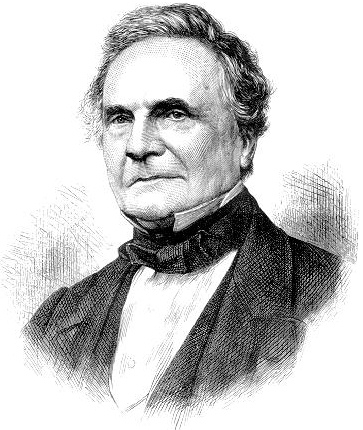
چارلز ببیج
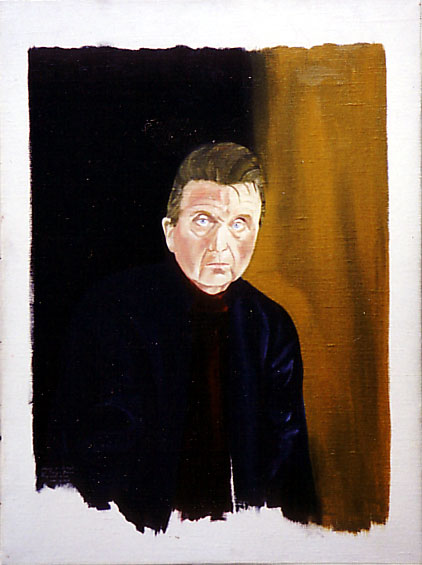
فرانسیس بیکن
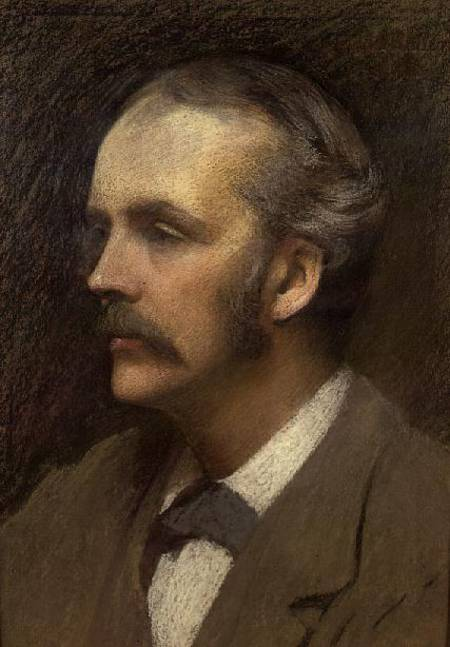
آرتور بالفور
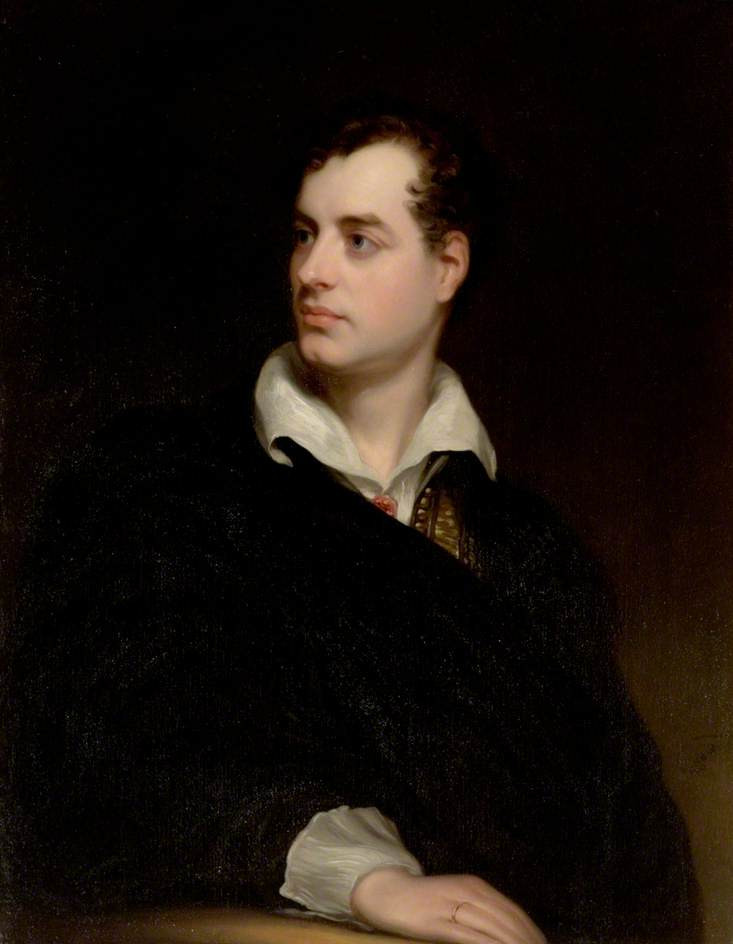
لرد بایرون
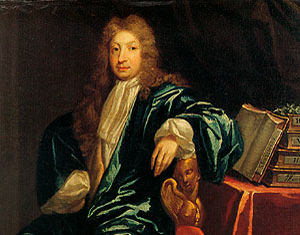
جان درایدن
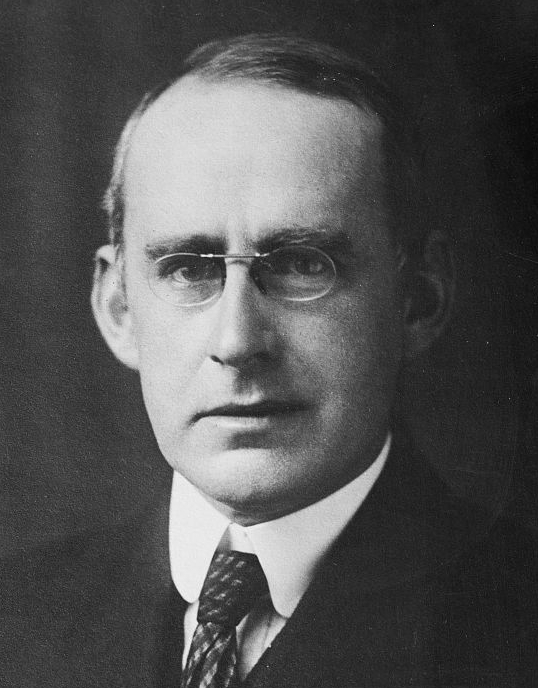
آرتور استنلی ادینگتون
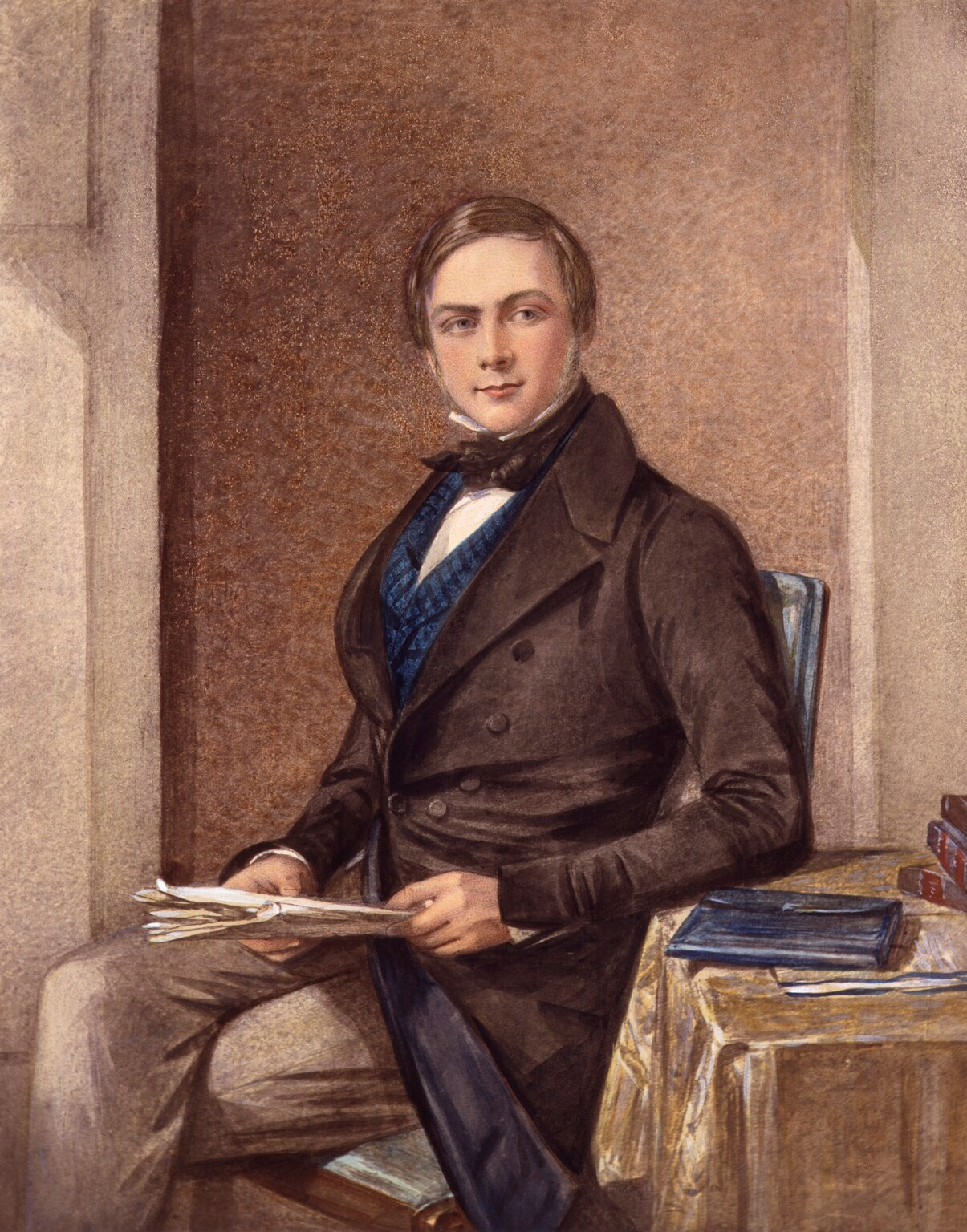
فرانسیس گالتون
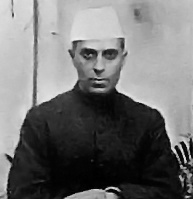
جواهر لعل نهرو
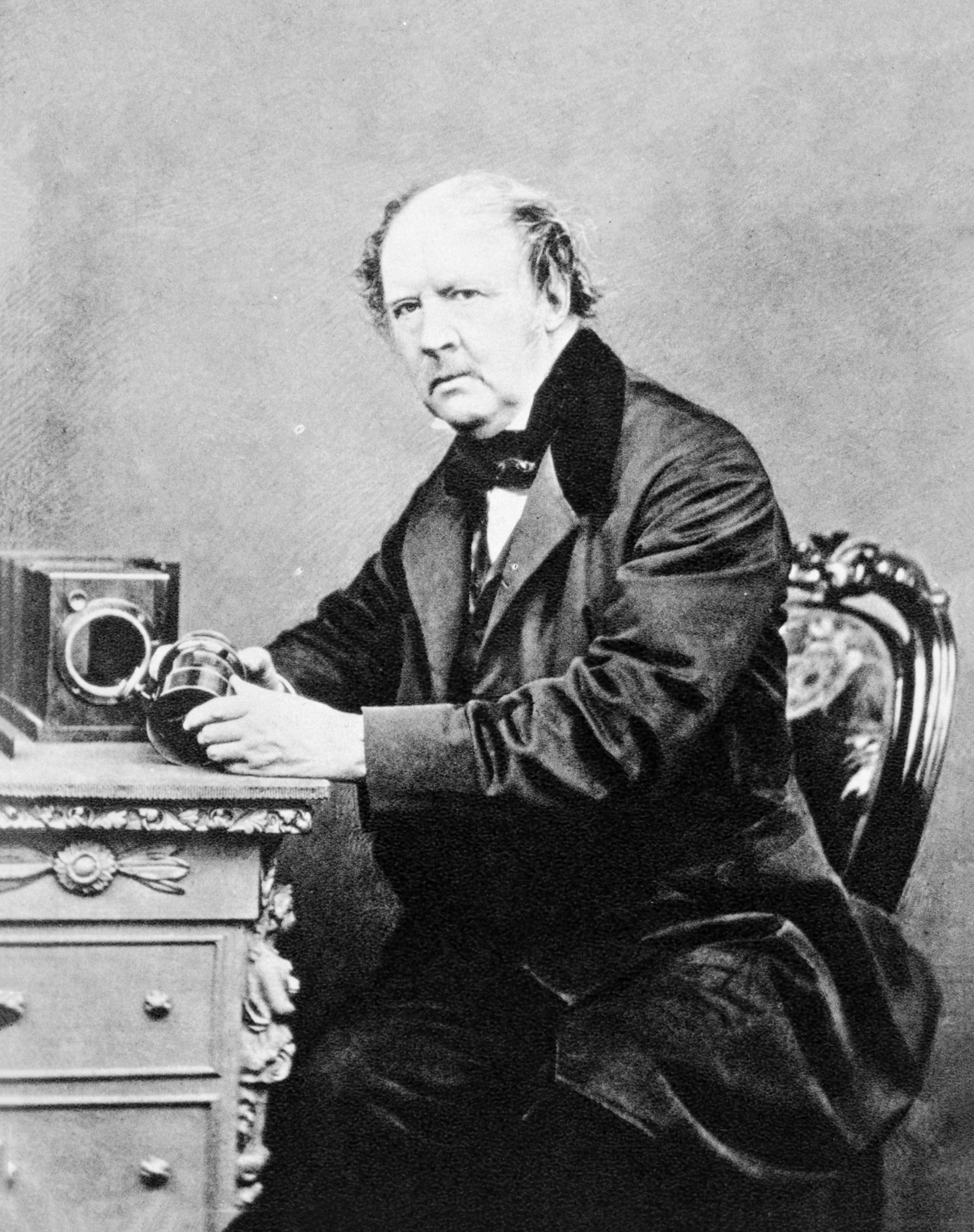
هنری فاکس تالبوت
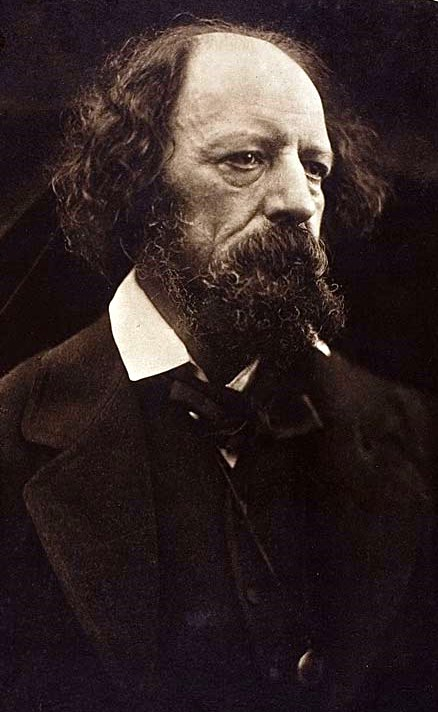
آلفرد تنیسون
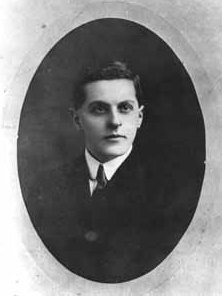
لودویگ ویتگنشتاین
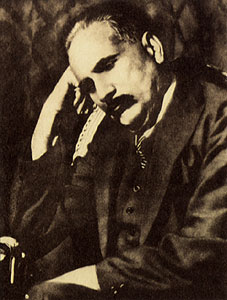
اقبال لاهوری
ای. اچ. کار